# Штермер Євген Львович
Євге́н Льво́вич Ште́рмер (8 вересня 1943, Херсон — 3 травня 2020, Миколаїв) — український тренер з велоспорту, заслужений тренер України, заслужений працівник фізичної культури і спорту України (2009).

## Життєпис
Закінчив факультет фізичного виховання Миколаївського державного педагогічного інституту.
З 1971 року очолював секцію велоспорту ДЮСШ Миколаївського ССТ «Колос», з 1986 року — старший тренер збірної команди з велоспорту Миколаївської області. Згодом працював старшим тренером-викладачем Миколаївської обласної школи вищої спортивної майстерності (ШВСМ), тренером-викладачем з велоспорту спеціалізованої дитячо-юнацької спортивної школи олімпійського резерву з велоспорту (СДЮСШОР).
Серед його вихованців — учасники Олімпійських ігор (Атланта 1996: Андрій Чміль, Олег Панков, Михайло Халілов; Сідней 2000: Валентина Карпенко; Афіни 2004: Юрій Кривцов, Кирило Поспєєв, Ірина Чужинова, Валентина Карпенко; Пекін 2008: Андрій Грівко, Тетяна Стяжкіна; Лондон 2012: Андрій Грівко, Єлизавета Бочкарьова; Ріо-де-Жанейро 2016: Андрій Грівко), Ганна Нагірна , чемпіонатів світу, Європи та інших престижних змагань.

## Нагороди і почесні звання
- Орден «За заслуги» 3-го ступеня (07.09.2018)[1]
- Заслужений працівник фізичної культури і спорту України (10.09.2009)[2].
- Заслужений тренер України.